# Augustine Shao
Augustine Ndeliakyama Shao C.S.Sp. (ur. 25 września 1951 w Mengwe) – tanzański duchowny katolicki, biskup diecezjalny Zanzibaru od 1996.

## Życiorys
Święcenia kapłańskie otrzymał 4 czerwca 1983.
30 listopada 1996 papież Jan Paweł II mianował go biskupem diecezjalnym Zanzibaru. Sakry udzielił mu 27 kwietnia 1997 metropolita Dar-es-Salaam - arcybiskup Polycarp Pengo.